# Trichlorure de (pentaméthylcyclopentadiényl)titane
Le trichlorure de (pentaméthylcyclopentadiényl)titane est un complexe organotitane de formule chimique Cp*TiCl3, où Cp* représente le ligand pentaméthylcyclopentadiényle (CH3)5C5. Il s'agit d'un solide rouge orangé à géométrie dite « en tabouret de piano ». Il a été produit à partir de pentaméthylcyclopentadiénure de lithium (CH3)5C5Li et de tétrachlorure de titane TiCl4.
C'est un intermédiaire de la synthèse du dichlorure de décaméthyltitanocène Cp*2TiCl2.